# ハマニシキ
ハマニシキ(浜錦)とは,静岡県浜松市で作出したオリジナルの金魚である｡しかし,中国産キンギョのチンシュリンとスイホウガンを交配して作出された説は,間違いである。

## 概要
昭和53年に静岡県浜松市に在住の金魚商清水徹二が友人である愛知県蒲郡市に在住の渡辺茂夫と協力し、チンシュリンから作出したキンギョであり、清水の在住地の浜松から「浜錦」と命名された。

## 特徴
見た目は高頭パールとあまり変わらない様に思われるが肉瘤が水泡状であり、肉瘤がよく発達するところが違う。この水泡はモモの様に2つに割れ、ナシの様な瑞々しい艶を持つ。また、この頭部の水泡が王冠を思わせる事から、海外では「クラウンパールスケール（Crown pearlscale）」とも呼ばれている。一般的な金魚でないため,入手はやや難しい｡体色は素赤や更紗が多く,雑色は少ない｡

## 購入時の注意
悪質なペットショップやキンギョの知識の無い店舗では高頭パールを浜錦だと言って売り付ける店舗が多い。一方,金魚の知識が豊富な店舗や金魚の生産地が詳しく記入している店舗では正しく販売するところもある｡これは,ハゴロモをパンダオランダ、黒オランダをセイブン、コメットをショウナイキンギョの例がある。これらは褪色や成長が異なり、区別が付く。

## 飼育
泳ぎが下手なグループに属すので、チョウテンガン、スイホウガン、チンシュリンとの混泳は良いが、他種との混泳は適さない。水槽やたたきで飼育する場合には丸みを帯びた形のに限定される。